# София фон Бранденбург (1541 – 1564)
Вижте пояснителната страница за други личности с името София фон Бранденбург.
София фон Бранденбург (на немски: Sophie von Brandenburg; на чешки: Žofie Braniborská z Hohenzollernu; * 14 декември 1541, Кьолн, Берлин, † 27 юни 1564, Крумау), от род Хоенцолерн, е маркграфиня от Бранденбург и чрез женитба бургграфиня на Бохемия.

## Живот
Тя дъщеря на курфюрст Йоахим II (1505 – 1571) и втората му съпруга Ядвига Ягелонка (1513 – 1573), дъщеря на полския крал Зигмунт I Стари.
София се омъжва на 14 декември 1561 г., на нейния 20-ти рожден ден, в Кьолн при Берлин, за Вилхелм фон Розенберг (1535 – 1592), бургграф на Бохемия, глава на фамилията Розенберг (cs.: Rožmberkové), най-могъщата в Бохемия. Тя е втората му съпруга. Нейната зестра е 20 000 гулдена. Бракът е бездетен. След три години София умира за два дена от подобна на „чума болест“. Тя е погребана във фамилната гробница на Розенбергите в манастир Виши Брод (Хоенфурт).
София фон Розенберг се смята за съществото Бялата жена в градския дворец Берлин.